# Шамс ад-Дин (художник)
Шамс ад-Дин (также «Шамсуддин») — персидский художник, работавший в середине XIV века.
Живший в XVI веке автор «Трактата о каллиграфах и художниках» Дуст Мухаммад сообщает, что Шамс ад-Дин был учеником мастера Ахмада Мусы, получил образование и работал во времена султана Увайса I из династии джалаиридов. Он состоял на службе у этого султана, а после смерти Увайса I ни к кому более на службу не пошёл, жил в своём доме, предаваясь праздности и развлечениям. Его учеником был Абд аль Хай, ставший впоследствии одним из ведущих художников в багдадской китабхане Ахмада Джалаира. Именно Абд аль Хай доставлял старому мастеру средства к существованию. А тот в свою очередь « … направлял все свои помыслы на воспитание ходжи Абд аль-Хайя» — пишет Дуст Мухаммад. Он сообщает и о другом, не менее талантливом ученике Шамс ад-Дина — Джунейде, наверное, самом лиричном художнике из мастерской султана Ахмада Джалаира. Ни одной подписанной Шамс ад-Дином работы не существует. Дуст Мухаммад сообщает, что рукопись «Шахнаме» над которой работал Шамс ад-Дин была квадратной формы, однако такой манускрипт до наших дней не дошёл. Часть специалистов приписывает его кисти миниатюру «Искандер, сражающийся с волками» из рукописи «Шахнаме», отдельные листы которой хранятся в стамбульском музее Топкапы Сарай, однако далеко не все согласны с этой атрибуцией.